# 設計局
設計局（せっけいきょく、Опытное конструкторское бюро、ラテン文字転写：Opytnoe Konstructorskoe Byuro）は、ソ連で、兵器などを設計・開発した部局。略称ОКБ (OKB)。直訳は試作設計局 (Experimental Design Bureau)。スホーイ、ミグなど航空機の設計局が有名だが、他にも多くの設計局があった。

## 番号と名称
設計局には、1から始まる番号がつけられた。第1設計局は、宇宙ロケット開発のコロリョフ設計局。番号は必ずしも設立順ではない。
その一方で、多くの設計局は、優れた業績を挙げた主任の名を冠した名もつけられた。ただし、正式名称は単なる「○○○（姓）設計局」より長いことがある。ほとんどの場合、主任の死や交代ののちも、同じ名前が使われた。ICBMや核兵器に関連した設計局には、秘匿のためか、人名が付かず、あいまいでわかりにくい名称が多い。

## ソ連崩壊後
ソビエト連邦の崩壊後、ほとんどは民営化（ロシア連邦政府が大株主であることもある）ないし国営企業化された。KBP設計局のような例外はあるが、多くは名称に「設計局」は残らなかった。多くはNPO(Научно-производственное объединение)(科学生産合同のアクロニム)になり、その後、再編されて名前が変わった組織も多い。所在地によっては、ロシアではなくウクライナなどの企業になったものも多い。また、設計局本来の業務は設計・開発のみだったが、関連組織を吸収するなどして、製造や運営を兼業するものも出てきた。

## 主な設計局

### 航空機
開発した航空機には、設計局の略号を接頭辞とする名称がつけられた。（例: スホーイ27 = Su-27）資本主義国家の航空機の場合は、名称の最初に開発製造会社の名前が表記されるが、社会主義国の場合にはそのような個別の会社を示唆する概念はなく、このような命名規則になった。

#### ソ連崩壊時の航空機設計局
- アントノフ設計局（Антонов アントーノフ、第153設計局、OKB-153） - 接頭辞Ан (An)。現ウクライナ国営O・K・アントーノウ記念科学技術複合体。
- イリューシン設計局（Ильюшин イリユーシン、第39設計局、OKB-39） - 接頭辞Ил (Il)。現 S・V・イリユーシン記念航空複合体。
- カモフ設計局（Камов カーモフ、第938設計局、OKB-938） - 接頭辞Ка (Ka)。現 株式公開会社「カモフ」。
- スホーイ設計局（Сухой スホーイ、第51設計局、OKB-51） - 接頭辞Су (Su)。現 株式会社スホーイ・カンパニー。
- ツポレフ設計局（Туполев トゥーポリェフ、第156設計局、OKB-156） - 接頭辞Ту (Tu)。現 ツポレフ株式公開会社。
- ベリエフ設計局（第49設計局、OKB-49） - 接頭辞Бе (Be)。現 G・M・ベリエフ記念タガンローク航空科学技術複合体。
- ミコヤン・グレヴィッチ設計局（Микоян и Гуревич ミカヤーン・イ・グリェーヴィチ、第155設計局、OKB-155） - 接頭辞МиГ (MiG)。現 ロシア航空機製造会社ミグ。
- ミャシーシチェフ設計局（Мясишев ミスィーシチェフ、第23設計局、OKB-23） - 現 V・M・ミャスィーシチェフ記念試作機械製造工場。
- ミル設計局（Миль ミーリ、第329設計局、OKB-329） - 接頭辞Ми (Mi)。現 ミル・モスクワ・ヘリコプター工場。
- ヤコヴレフ設計局（Яковлев ヤーカヴリェフ、第115設計局、OKB-115） - 接頭辞Як (Yak)。

#### ソ連崩壊以前に消滅などした航空機設計局
- アルハンゲリスキー設計局（Архангельский アルハーンギェリスキイ） - ツポレフ設計局に吸収。
- エルモラーエフ設計局（Ермолаев イルマラーイェフ） - スホーイ設計局に吸収。
- カリーニン（Калинин カリーニン） - カリーニンの処刑により閉鎖。
- グドコフ設計局（Гудков グトコーフ）
- シコルスキー設計局（Сикорский スィコールスキイ） - シコルスキーがアメリカへ亡命。現在は同国のヘリコプター製造会社。
- ペトリャコーフ設計局（Петляков ピトリコーフ） - ミャシーシチェフ設計局に改称。
- ポリカルポフ設計局（Поликарпов パリカールパフ）
- ラヴォーチキン・ゴルブノフ・グトコフ設計局（Лавочкин, Горбунов, Гудков ラーヴァチュキン・ガルブノーフ・グトコーフ） - ラヴォーチキン設計局に改称。

### 宇宙ロケット・ICBM
人名が冠せられた名称は通称である。正式には、秘匿のためか、番号のみだった。さらに1966年には、長くわかりにくい名称に変更された。
- コロリョフ設計局（第1設計局、OKB-1） - セルゲイ・コロリョフが率いた。その死後ワシリー・ミーシンが率いた時代については、ミーシン設計局とも。1966年には実験機械制作中央設計局。 (TsKBEM) に。現 S・P・コロリョフ・ロケット宇宙会社エネルギヤ。
- チェロメイ設計局（第52設計局、OKB-52） - ウラジミール・チェロメイが率いた。プロトンロケットなどを設計。1966年には工業機械中央設計局 (TsKBM) に。現 NPOマシノストロエニヤ （NPOは国営企業の意味）。
- グルシコ設計局（第456設計局、OKB-456） - ヴァレンティン・グルシュコが率いた。1966年には出力工業機械生産設計局（KBエネルゴマシュ）に。現 NPOエネルゴマシュ（ロシア宇宙庁の下部組織）。
- ユージュノエ設計局（第586設計局、OKB-586） - 旧ヤンゲリ設計局、1954年ミハイル・ヤンゲリがドニプロペトロウシクに設立、R-36ICBM、ゼニットロケットなどを設計。現 Yuzhnoye Design Bureau。
- キマフトマティキ（第154設計局、OKB-154） - 第二次世界大戦中には航空機用の燃料噴射装置を開発、生産していた。その後液体燃料ロケットの開発に参入してソユーズやプロトンやエネルギアロケットのエンジンを開発した。エネルギアに使用されたRD-0120はソビエト初の推力40t重以上の液体水素エンジンである。

### 核兵器・原子力
- 第11設計局（OKB-11） - 核兵器技術全般。核閉鎖都市アルザマス16（現 サロフ）を管理。現 ロシア核センター・全ロシア実験物理学研究所 (RFNC-VNIIEF)。
- 実験機械製造設計局 (OKBM、EDMB) - 軍用プルトニウム生産用黒鉛炉、ウラン濃縮用ガス拡散プラント、艦船用原子炉。
- ギドロプレス設計局 - 「ギドロプレス」は「水圧」の意味。加圧水型炉VVERの蒸気発生器、黒鉛チャンネル炉RBMKの汽水分離器。

### その他の主な設計局
- アストロフ設計局 - ASU-57空挺自走砲、シルカ自走対空砲など。
- アレクセーエフ設計局（Алексеев アリクスェーイェフ、中央水中翼船設計局） - エクラノプラン。
- イーフチェンコ設計局（第478設計局、OKB-278） - ターボファンエンジンなど。
- ヴインペル設計局（第134設計局、OKB-134） - 空対空ミサイル。
- ウラル車両工場設計局 - T-72など。
- KBP機器設計局（Конструкторское бюро приборостроения） - 銃器・弾薬。現在は単に「KBP社」とも（正式名称は設計局）。
- クズネツォーフ設計局（第276設計局、OKB-276） - ジェットエンジン・ロケットエンジン。Tu-22のエンジンなど。現 サマラNTK。
- クリーモフ設計局（第26設計局、OKB-26） - MiG-15、MiG-29のエンジンなど。
- ツマンスキー設計局（第300設計局、OKB-300） - MiG-25のエンジンなど
- トロポフ設計局 - 地対空ミサイルSA-6など。
- ネフスコイエ設計局 - モスクワ級ヘリコプター巡洋艦、キエフ級航空巡洋艦、アドミラル・クズネツォフ級空母など。
- ファケル設計局 - 地対空ミサイルSA-10など。
- ペトロフ設計局 - T-64の主砲など。
- マケーイェフ設計局（第385設計局、OKB-385） - スカッドミサイルなど。
- ミクーリン設計局（第24設計局、OKB-24） - Tu-104のエンジンなど。
- モロゾフ設計局 - T-35など。名は戦車設計者アレクサンドル・モロゾフにちなむ。
- ラヴォーチキン設計局（Лавочкин ラーヴァチュキン、第301設計局、OKB-301） - 地対空ミサイル。
- ラスプレチン設計局 - 地対空ミサイル。
- ラズリット中央設計局 - 潜水艦用燃料電池。
- ラメンスコエ機器製造設計局 - MiG-29のアビオニクスなど。
- リューリカ設計局（第165設計局、OKB-165） - MiG-23、Su-24、Su-27のエンジンなど。現サトゥールン。
- ルービン設計局（ルービン海洋工学中央設計局） - キロ級潜水艦、タイフーン級原子力潜水艦など。
- ペルミ設計局（第19設計局、OKB-19）、航空機エンジン開発、現アヴィアドヴィガーテル。非公式にシュベツォフ設計局、ソロヴィヨーフ設計局とも呼ばれた。